# بيانكا سانتوس
بيانكا سانتوس (بالإنجليزية: Bianca Santos) (ولدت في 26 يوليو 1990، سانتا مونيكا، كاليفورنيا، الولايات المتحدة الأمريكية)، ممثلة أمريكية.

## نشأتها والتعليم
ولدت بيانكا سانتوس في سانتا مونيكا في كاليفورنيا. وهي ذات انحدار من أصول كوبية وبرازيلية. ولديها طلاقة في التحدث بالإسبانية والبرتغالية.
درست بيانكا في جامعة كاليفورنيا لوثريان (جامعة كاليفورنيا اللوثرية) (بالإنجليزية: California Lutheran University)، وتخصصت في علم النفس والاجتماع.
وبعد فترة قصيرة من تخرجها عادت إلى منزلها مع والديها وبدأت بأخذ دروس التمثيل.

### مشوارها الفني
بدأت مسيرتها الفنية من خلال المشاركة بمسلسل (The Fosters) عام 2013، لتظهر بعدها في عدة أعمال وهي:
- (Brodowski & Company).
- (Bitter Strippers).
- (Channing).
- (Ouija).
- (الصديقة السمينة القبيحة).
- (Wild For The Night).
- (Little Dead Rotting Hood).
- (Priceless).

## فيلموغرافيا (أفلامها)
| السنة | العنوان                  | الدور                       | ملاحظات         |
| ----- | ------------------------ | --------------------------- | --------------- |
| 2013  | Brodowski & Company      | Anna - آنا                  | فيلم تلفيزيوني  |
| 2013  | Bitter Strippers         | Nellie - نيلي               | فيلم قصير       |
| 2013  | Channing                 | Cindy - سيندي               | فيلم تفزيزني    |
| 2014  | Ouija                    | Isabelle - إيزابيل          |                 |
| 2015  | الصديقة السمينة القبيحة  | Casey Cordero كايسي كورديرو |                 |
| 2015  | Wild for the Night       | Olivia - أوليفيا            | Post-production |
| 2016  | Little Dead Rotting Hood | Samantha سامانثا            |                 |
| 2016  | Priceless                | Antonia - أنتونيا           |                 |

| السنة | العنوان   | الدور       | ملاحظات                              |
| ----- | --------- | ----------- | ------------------------------------ |
| 2013  | ذا فوسترز | Lexi Rivera | Recurring role Season 1; 11 episodes |
| 2014  | Happyland | Lucy Velez  | Main role; 8 episodes                |

## روابط خارجية
- بيانكا سانتوس على موقع IMDb (الإنجليزية)
- بيانكا سانتوس على موقع ميوزك برينز (الإنجليزية)
- بيانكا سانتوس على موقع قاعدة بيانات الفيلم (الإنجليزية)